# Sergėjus Jovaiša
Sergėjus Jovaiša (17 de desembre, 1954 a Anykščiai, Lituània, URSS) fou un jugador de basquetbol lituà.
Destacà formant part de la selecció de la Unió Soviètica que guanyà la medalla de bronze als Jocs Olímpics de Moscou 80, així com un Campionat del Món a Colòmbia 1982 o dos Campionats d'Europa a Txecoslovàquia 1981 i Alemanya Occidental 1985. També participà amb la selecció de Lituània, amb la qual guanyà la medalla de bronze als Jocs Olímpics de Barcelona 1992. Pel que fa a clubs, passà la major part de la seva vida esportiva al Žalgiris Kaunas.

## Trajectòria esportiva
- 1972-1989 Žalgiris Kaunas
- 1989-1991 SSV Hagen
- 1991-1995 Brandt Hagen
- 1995-1998 ATS Cuxhaven